# Анархизм в Боливии
Анархизм в Боливии был очень популярен в 1920-е — начале 1930-х годов, но Чакская война привела к ослаблению этого движения. В дальнейшем позиции анархистов в рабочем движении были в значительной степени заняты марксистами и националистами. В 1950-е — 1960-е годы профсоюзное анархистское движение в Боливии практически полностью исчезло.

## Возникновение анархизма в Боливии (1906—1927 годы)
Первая рабочая анархо-синдикалистская организация Боливии («Рабочий союз 1 мая») возникла в 1906 году в городке Туписе на границе с Аргентиной. Об этой организации мало данных — известно, что она состояла в основном из ремесленников и выпускала собственную газету. В мае 1912 года возникла Международная рабочая федерация, которая наряду с собственно рабочими требованиями (8-часовой рабочий день, пенсии, университеты для рабочих) обладала преимущественно анархистской политической программой. В 1918 году она была переименована в Рабочую Федерацию труда и сразу подпала под сильное влияние марксизма. Анархисты тогда поняли необходимость консолидации и в 1923 году создали свою группу «Факел» во главе с Луисом Куисиканки и Домитилой Парехой. Власти подвергли её репрессиям, но все же группа находила в стране немало сторонников.

## Расцвет (1927—1932 годы)
В 1927 году в Ла-Пасе в результате слияния четырёх созданных «Факелом» профсоюзов возникла Локальная рабочая федерация. Опорой этой организации также стали индейцы-аймара, уличные торговки-чоло, рабочие и ремесленники. В том же году возникла Женская рабочая федерация, состоявшая из женщин-зеленщиц. Великая депрессия привела к падению цен на олово — основной экспортный товар Боливии. Локальная рабочая федерация в этих условиях 10 февраля 1930 года провела успешную всеобщую забастовку в Ла-Пасе с требованиями повышения зарплат рабочим на 30 % и 8-часового рабочего дня. Победа привела к активизации движения, к активному участию анархистов в беспорядках 1930 года, закончившихся уходом с поста президента страны Силеса. Однако к власти пришла военная хунта во главе с генералом Бланко Галиндо. В августе 1930 года прошел 4-й рабочий конгресс в Оруро, на котором рабочее движение раскололось на анархистов и марксистов (они покинули собрание). На съезде была образована общенациональная анархо-синдикалистская Рабочая региональная конфедерация Боливии (Confederación obrera regional de Bolivia). Борьба с хунтой проходила в форме пропаганды, взрывов, нападения на военных (например, налет на казармы Мирафлорес, поддержанный солдатами), демонстрации. Хунта ответила репрессиями, которые привели к тактическому союзу анархистов и марксистов. Начавшаяся Чакская война положила конец выступлениям: некоторых участников беспорядков казнили, других отправили на фронт. Синдикалисты были против войны.

## Возрождение и женская стадия движения 1935—1946 годы
Чакская война опустошила Боливию и подорвала авторитет власти. Гибель значительной части мужчин привела к вовлечению в трудовую деятельность большого числа женщин. Именно женское рабочее движение стало доминировать — уже в августе 1935 года был создан женский анархистский Профсоюз кухарок (поварих, кулинаров), который возглавила кухарка Петронила Инфантес. Причиной его создания стал запрет торговкам-чоло и прислуге ездить в трамвае, так как они загромождали своими покупками места для обеспеченной публики. Борьба анархисток привела к тому, что этот запрет был отменен. В июле 1935 года Локальная рабочая Федерация возобновила работу. Вскоре были достигнуты значительные успехи — в мае 1936 года организованная Федерацией всеобщая забастовка привела к свержению правительства и установлению «государственного социализма» во главе с Х. Д. Торо и Х. Бушем. Министром труда стал один из лидеров Локальной рабочей федерации Вальдо Альварес. Однако эта победа стала началом конца анархистского профсоюзного движения. Новые власти создали Конфедерацию профсоюзов трудящихся Боливии, куда вошли некоторые анархисты, но при этом была распущена Локальная рабочая федерация. В 1939 году к власти пришел генерал Кинтанилья Кирога, который покончил с «государственным социализмом». Теперь в анархо-синдикалистском профсоюзном движении стали доминировать женские организации — например, восстановленная в 1940 году Женская рабочая федерация вступила на правах автономного подразделения в Локальную рабочую федерацию. Чоло-анархисткам удалось немало — создание яслей для работающих женщин, выходные полдня в воскресенье, отмена обязательного удостоверения личности и медицинской карточки, права на развод, уравнения в права законнорождённых и незаконнорождённых, смещения с должностей некоторых полицейских и чиновников муниципалитета.

## Индейская фаза движения 1946—1947 годы
В декабре 1946 года была создана индейская Департаментальная аграрная федерация, которая вошла в Локальную рабочую федерацию. Необходимым условием освобождения индейцев её лидеры считали их просвещение, потому уже в первом полугодии 1947 года были собраны средства на создание полусотни школ в индейских деревнях. Поддержка индейских выступлений в деревнях, сопровождавшихся убийствами, привела к новой волне репрессий против анархистов. Лидер Департаментальной аграрной федерации Марселино Киспе и его сторонники погибли, отбывая ссылку в специальных лагерях.

## Угасание движения
В апреле 1952 года в том числе при поддержке анархистов в стране произошла революция, которая сделала президентом Пас Эстенссоро. Его опорой стал Боливийский рабочий центр, в который были объединены все профсоюзы. Однако к этому моменту в профсоюзном движении ключевую роль окончательно стали играть троцкисты из Революционной рабочей партии. Женская рабочая федерация в 1955 году вошла в Конфедерацию трудящихся цехов, в которой чолы-анархистки играли второстепенные роли. К тому же массовая база чол-анархисток была подорвана: с падением уровня жизни резко сократился спрос на прислугу. Свержение режима Пас Эстенсоро в 1964 году на короткое время оживило профсоюзное движение, но уже в мае 1965 года были запрещены все профсоюзы, в том числе Женская рабочая федерация.